# Distrito de Caspizapa
El distrito de Caspizapa es uno de los diez que conforman la provincia de Picota, ubicada en el departamento de San Martín en el Norte del Perú. Según el censo de 2017, tiene una población de 2126 habitantes.
Se halla en la margen izquierda del rio Huallaga.
Su capital es la localidad homónima.

## Historia
El distrito fue creado mediante Ley del 31 de enero de 1944, en el gobierno del presidente Manuel Prado.

## Autoridades

### Municipales
- 2023-2026[2]
  - Alcalde: Rubén Darío García Navarro, de Alianza para el Progreso
  - Regidores: Edith Tenazoa Armas, Hebert Neyra Vera, Diana Violeta Aguirre Tenazoa, Waldemar Fasanado Ortega, Hugo Alonso Rivero Tenazoa.
- 2011-2014[3]
  - Alcalde: Teodoro Reátegui Ramírez, de Alianza para el Progreso (APEP).
  - Regidores: Eberto Fasanando Pérez (APEP), Rocky Tenazoa Fasanando (APEP), Gretita Fasanando Vda. de Pinchi (APEP), Cristimiano Neira Chachapoyas (APEP), Tulio Enrrique Ramírez Pérez (Partido Aprista Peruano)
- 2007-2010
  - Alcalde: José Hilario Carrera Abanto.

## Festividades
- 31 de enero, Aniversario de Creación Distrital
- Fiesta de San Juan, en toda la selva amazónica
- Del 6 al 17 de octubre, Fiesta Patronal Virgen de Santa Bárbara
- Del 8 al 12 de octubre, Fiesta Patronal Sr. Cautivo de Ayavaca